# Norma Lijtmaer
Norma Lijtmaer (Argentina, 2 de agosto de 1937 - Italia, 5 de agosto de 2004) fue una referente y pionera de la computación científica en Argentina.

## Primeros años
A fines de los años 50 estudiaba Ingeniería Electrónica en la Universidad de Buenos Aires. En los años 60 se dedicó profesionalmente a la programación luego de realizar un curso de programación de IBM (empresa en la que luego trabajaría como Analista de Sistemas) en el INdeR (Instituto Nacional de Reaseguros).
Al enterarse de la carrera de Computador Científico en la Facultad de Ciencias Exactas de la UBA, decidió abandonar la carrera de Ingeniería Electrónica y pasar en 1964 a cursar esta carrera más cerca de su desarrollo profesional.
A pesar de su prolífica carrera como programadora y educadora no terminó la carrera de grado, entre otras cosas porque no era requisito en esa época.

## Carrera profesional
Sus estudios con la computadora IBM/360 en la carrera de Computador Científico serían la base de sus cursos y colaboraciones en Italia a partir de 1966, a donde migraría luego del golpe de Estado en Argentina de ese mismo año, ya que fue echada de tu trabajo como Analista de Sistemas en IBM por su pasado políticamente militante.
En Italia obtuvo una beca en la Universidad de Pisa para trabajar en el Centro Nazionale Universitario di Calcolo Elettronico (CNUCE) gracias a una carta de recomendación de Manuel Sadosky.
Entre 1968 y 1970 participó de la creación de la minicomputadora Laben, dirigiendo el desarrollo de sus Sistema Operativo.
A finales de los años 70 inició su carrera como investigadora en el Consiglio Nazionale delle Richerche y docente en la Universidad de Pisa.
En 1985, ya con un gobierno democrático en Argentina, impulsó junto con otros profesionales de las Ciencias de la Computación radicados en el exterior la creación de la Escuela Superior Latinoamericana de Informática (ESLAI) bajo los auspicios de la Secretaría de Ciencia y Técnica, además de gestionar una contribución del Departamento para la Cooperación y el Desarrollo del Ministerio de Asuntos Exteriores Italiano. Colaboró, además de con el impulso para su fundación, con el diseño académico.
En 2002 se jubiló y el Consiglio Nazionale delle Richerche organizó las jornadas “De los Sistemas Distribuidos a Internet: jornada de encuentro y discusión en honor a Norma Lijtmaer”.